# 种払
种 払（种拂、ちゅう ふつ、生年不詳 - 192年）は、後漢末の官僚・政治家。字は穎伯。本貫は河南尹洛陽県。

## 経歴
种暠の子として生まれた。司隷従事を初任とし、宛県県令に任じられた。ときに南陽郡の官吏たちは休暇中に市里でふざけ回ることを好み、庶民の迷惑になっていた。种払は彼らに出会うと、必ず下車して正式な挨拶をしたので、彼らも恥じ入ってあえて外出する者もいなくなった。种払の統治は有能で知られ、官歴を重ねて光禄大夫となった。190年（初平元年）6月、荀爽に代わって司空に任じられた。191年（初平2年）6月、地震があった。7月、地震を理由に司空を免官された。まもなく太常として復帰した。
192年（初平3年）6月、李傕・郭汜の乱によって長安城が潰滅したとき、官僚たちの多くは兵乱を避けて宮中から去った。しかし种払は剣を振るって、「国の大臣たる者、戈を止めて暴を除くことができず、凶賊の兵刃を宮殿に向かわせるとあっては、去ってどうしようというのか」と叫び、戦って死んだ。
子に种劭があった。

## 伝記資料
- 『後漢書』巻56 列伝第46